# Ne'matollāhiyah

Emblema de la orden

La Ne'matollāhiyah, u Orden Ne'matollāhi, es una Orden sufí persa denominada así por el nombre su fundador, Shāh Ne'matollāh Walī. Se originó en el sureste de Irán en el siglo XIV y se expandió hasta la India. Entre los siglos XVI y XVIII la Orden existió casi exclusivamente en el Deccán indio y no se reintrodujo en Irán hasta finales del siglo XVIII. En la actualidad, la Orden Ne'matollāhi representa una de las órdenes sufíes más extendidas en Irán, contando también con numerosos seguidores en Occidente.

## Historia

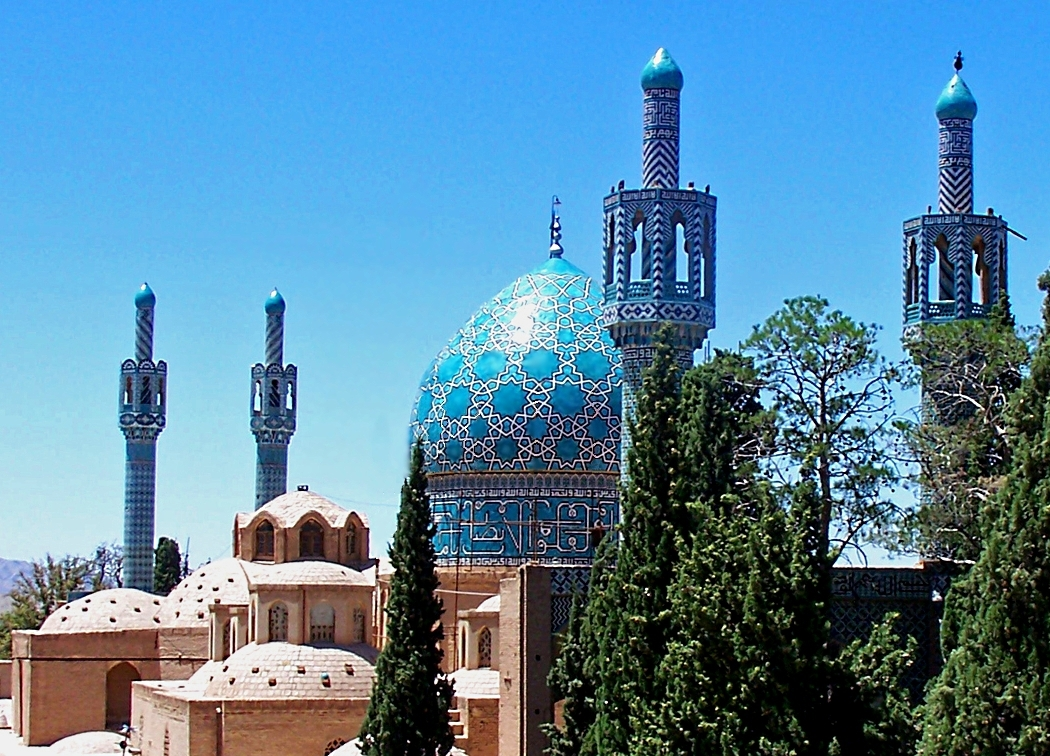
Mausoleo del fundador de la orden, Shah Neʿmatollāh Walī en Mahan, provincia de Kerman, Irán (Monumento Nacional)

### El fundador

#### Vida

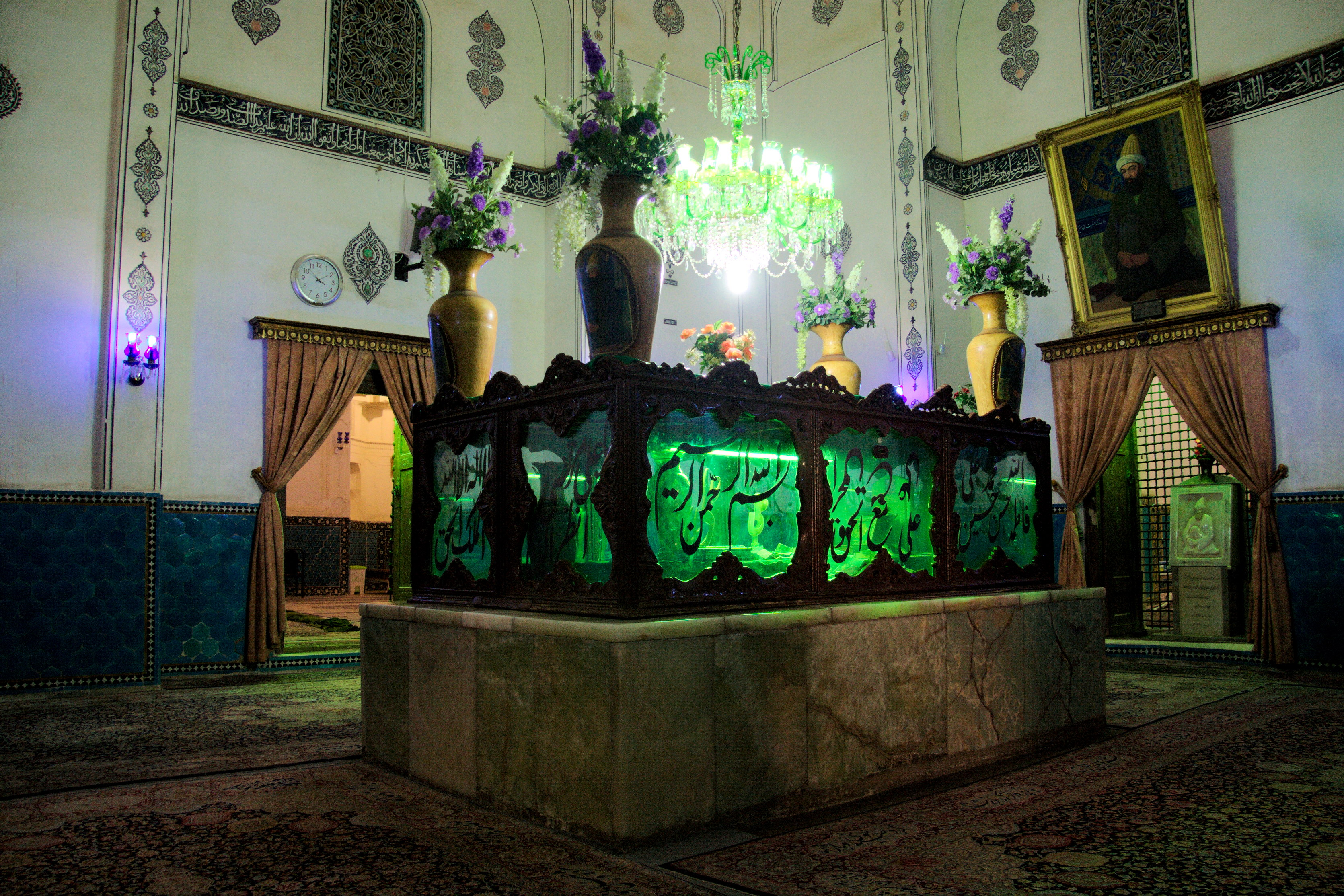
Cenotafio de Neʿmatollāh Walī en Mahan

Nur-ol Din Shāh Ne'matollāh Wali, fue uno de los grandes maestros sufíes de los siglos XIV y XV. Nació en la ciudad siria de Alepo el 14 del mes de Rabi al Awwal de 731/1331. Su padre, Mir Abdollāh, de origen noble, fue uno de los grandes maestros sufíes de su época y descendiente del quinto Imán Muhammad al-Bāqir (fallecido en 732 o 736). Su madre pertenecía al linaje real, descendiente de los gobernantes Shabankara de Fārs (Pārs), en el sur de Irán.
Antes de entrar en el círculo de la pobreza espiritual (faqr), estudió las ciencias exotéricas de su tiempo bajo la dirección de diferentes eruditos de Shirāz. Rokn-ol Din Shirāzi le proporcionó la enseñanza básica, y después estudió retórica con Shams-ol Din Makki. Posteriormente, recibió enseñanzas en teosofía escolástica (hekmat-e ellāhi) bajo la tutela de Seyyed Ŷalāl-ol Din Jārazmi y teología escolástica (kalām) con Qāzi ′Ezz-ol Din. En esta época estudió también el Mersād al-′ebād, de Naŷm-ol Din Rāzi, y al-Eshārāt wa’l tambihāt, de Ibn Sinā (Avicena), así como el Fosus al-hekam de Ibn ′Arabi, obra que aprendió de memoria y sobre la que escribió posteriormente un comentario.
Sin embargo, convencido de que el estudio de las ciencias y el conocimiento exotérico no le podría llevar al conocimiento de la Realidad divina, Shāh Ne'matollāh lo abandonó todo y fue en busca de un maestro perfecto y guía iluminado. Aquí comenzó el primer período de sus viajes, que él mismo refiere así, según cita Abdol Razzāq Kermāni: 

Allá donde aparecía un maestro, o allá donde residía un darwish renombrado, me apresuraba a ir con completa sinceridad y seriedad para estar en su compañía, y permanecer vigilante y expectante, siguiendo sus enseñanzas y su guía, hasta que la realidad interior de su estado se me revelase. Sin embargo, cuando percibía, por la gracia de Dios, que mi propia ebriedad era superior a la suya, él también lo percibía y no intentaba seguir ejerciendo su dominio espiritual sobre mí.

En esa búsqueda, viajó por muchos países durante su juventud y estuvo bajo la enseñanza de numerosos eruditos. A la edad de 24 años realizó un peregrinaje a La Meca, durante el cual conoció al gran maestro sufí ′Abdollāh Yāfe′i (m. 1367) en una mezquita de la ciudad santa. En este primer encuentro, se vio a sí mismo como una gota ante la grandeza del estado espiritual del maestro Yāfe′i. Aludiendo a este encuentro, escribe en su Diwān:

Yo era un erudito, pero por el amor del Amado me convertí en un loco,
al conocer a alguien, me he vuelto extraño hacia mí mismo.
La mecha de la vela de mi ser se encendió con el fuego de su amor
como gnóstico, he conocido el rapto de la mariposa.

Permaneció con él hasta su muerte y se convirtió en su sucesor. Tras la muerte del maestro Yāfe′i, Shāh Ne'matollāh comenzó su segundo período de largos viajes por diferentes países. Se dirigió primeramente a Egipto y después a la Transoxiana, y allí se instaló en Shāhr-e Sabz, cerca de Samarcanda. Fue en esta etapa cuando se produjo el encuentro entre Shāh Ne'matollāh y Tamerlán, y donde apareció por primera vez como representante de una nueva Orden. Durante su estancia de varios años en Shāhr-e Sabz, atrajo a un gran número de nómadas de origen turco, lo cual llevó finalmente a que Tamerlán le pidiera que abandonara la región. Para evitar problemas, Shāh Ne'matollāh decidió dejar Shar-e Sabz y partir hacia Harāt. En Harāt, Shāh Ne'matollāh se casó con la nieta de Mir Hoseini Herawi (729/1329), cuyas preguntas animaron al gran maestro sufí persa, Mahmud Shabestari (720/1320-1321), a componer su obra maestra La rosaleda del misterio (Golshan-e rāz). Desde Harāt, Shāh Ne'matollāh viajó por diferentes lugares de Irán: fue a Mashad, residió durante un tiempo en Yazd y en Baft, y se estableció después en Kuhbanan. Desde allí, se dirigió a Kermān y más tarde a Māhān, donde pasó los últimos veinticinco años de su vida, enseñando y guiando a los buscadores hasta su muerte en 1430/31.

#### Enseñanzas y obras
En opinión del Dr. Nurbakhsh, los esfuerzos de Shāh Ne'matollāh en el campo del sufismo dieron un nuevo lustre a la reputación de todos los sufíes, y fueron beneficiosos para el mundo islámico en general y para los iraníes en particular.
Además de guiar a un gran número de discípulos, Shāh Ne'matollāh se dedicaba a cultivar la tierra, haciendo de su trabajo un modelo a seguir para sus discípulos. El objetivo era demostrar a sus seguidores que la mejor forma de purgar el nafs (ego), mantener la disciplina espiritual y purificar el corazón es el servicio a los demás y mostrar bondad con todos los seres humanos. Por ello, los darwish de la Orden Ne'matollāhi se dedican activamente al servicio de la sociedad, apartándose de la indolencia y de la pereza. Bajo la guía de Shāh Ne'matollāh, aprendieron a fijar su atención interior en Dios manteniendo al tiempo el trato con las personas, poniendo en práctica el principio de “soledad entre la multitud”.  
Shāh Ne'matollāh demostró con su ejemplo práctico que la reclusión, el arrinconamiento y la dejadez originan en el sufí depresión y melancolía, y que una actividad constructiva en la sociedad, acompañada del recuerdo continuo de Dios en el corazón, originan gozo y calma en él. Esta actitud de Shāh Ne'matollāh contra la apatía y el letargo se comprueba también con la prohibición a sus discípulos del uso de cualquier droga psicotrópica, opio o hachís, en un tiempo en que eran comúnmente utilizados por la gente normal y por muchos darwish.  
Otra de las innovaciones de Shāh Ne'matollāh en relación con la actividad social fue la prohibición de vestir ropajes especiales o de aparecer en público con cualquier forma de vestimenta específicamente sufí. Él insistía en que los asuntos interiores y espirituales debían mantenerse libres de cualquier forma de ostentación o de pretensión. Según sus propias palabras, “lo incoloro está mucho más cerca de Dios que lo blanco o lo negro”. Para Shāh Ne'matollāh, la nobleza del hombre consiste en adornarse con los Atributos y Cualidades divinas, y no en ponerse un hábito o un vestido determinado. 
A Shāh Ne'matollāh se debe también la depuración de elementos ajenos al espíritu del sufismo, que se habían ido incorporando poco a poco a lo largo de los siglos.
Sin embargo, uno de los pasos más importantes que dio fue considerar que el sufismo no estaba reservado a un número reducido de personas. En contraste con otros maestros de su tiempo, que aceptaban solamente a ciertos buscadores de Dios y rechazaban a otros como no cualificados, Shāh Ne'matollāh dejó su puerta abierta a todos ellos, instruyendo en la Senda del Amor a aquellos en quienes percibía el anhelo por la Unicidad divina (Tawhid). Desde el punto de vista de la perfección humana, consideraba a todo el mundo igualmente digno y merecedor de la escuela del sufismo. Solía decir: “A todos aquellos que los santos rechazaron, yo los acepto, y, de acuerdo con su capacidad, los perfecciono”.
Shāh Ne'matollāh fue reconocido también por respetar a todos los pueblos y creencias, así como a las demás órdenes sufíes de su tiempo. Allá donde fuera, se relacionaba cortésmente, conversaba con los hombres sabios y respetaba a las gentes de la región. 
De esta forma, Shāh Ne'matollāh Wali avivó la llama del sufismo en Irán. Los maestros posteriores de la Orden Ne'matollāhi han mantenido estos principios de Shāh Ne'matollāh de integrar la vida social y la espiritual.
Shāh Ne'matollāh comenzó a escribir poesía después de cumplir los sesenta años. Sin embargo, su fama no se debe a sus poemas, ya que en realidad, él no es un poeta, sino un gnóstico que revela la Realidad divina bajo el ropaje del verso.
La forma principal en la que Shāh Ne'matollāh escribió la mayor parte de su obra fue el gazal (qazal), siendo minoritarias otras formas métricas, como las casidas (qasidah, oda elegíaca), masnawi (dístico) y robā′i (cuarteta), y destacando su Diwān como una de sus obras más importantes. También se atribuye a Shāh Ne'matollāh un largo tarŷiband, de una gran belleza y exquisita profundidad. Más tarde, sus poemas fueron incluso interpretados como predicciones de importantes acontecimientos históricos. En total, escribió varios cientos de obras, que van desde breves ensayos exegéticos sobre el Corán hasta tratados sobre las enseñanzas de Ibn Arabi.

### Traslado a la India
La reputación de Shāh Ne'matollāh se extendió ya en vida por Irán e India.  El rey bahmaní del Deccán, Ahmad Shāh I (r. 1422-36), le invitó a su corte en Bidar, pero Shāh Ne'matollāh se quedó en Māhān y envió en su lugar a su nieto Nurullāh. Ahmad Shāh Wali recibió a Nurullāh con gran alegría y le dio a su hija como esposa.  Después del fallecimiento de Ne'matollāh Wali, el gobernante invitó a su hijo y sucesor Burhān-ol Din Jalilollāh I (1374-1460), quien finalmente aceptó la invitación. Jalilollāh, sus sucesores y los seguidores de la Orden mantuvieron una buena relación con la corte bahmaní durante años, se casaron con la casa gobernante y obtuvieron cargos políticos. Sin embargo, no tenían mucha influencia religiosa en la sociedad.
Cuando Burhān-ol Din Jalilollāh abandonó Irán entre 1433 y 1435 d. C., dejó la Orden a cargo de su hijo Mir Shams-ol Din (m. Aprox. 1450). Después de su muerte, la Orden dejó de tener un líder espiritual influyente en Irán. Cuando Shāh Ismail I fundó la dinastía safávida en 1501 d. C. e hizo del chiismo la religión oficial del estado, todas las órdenes sufíes que no eran chiitas tuvieron que abandonar el país o fueron relegadas a regiones periféricas.  Durante este tiempo, la Ne'matollāhiyah se convirtió en una Orden oficialmente chií.  El centro se trasladó a la ciudad de Yazd y los miembros de la Orden inicialmente tuvieron una buena relación con la corte safávida, se casaban en la corte y asumían cargos políticos.  Sin embargo, cuando un miembro de la familia, Amir Qiyās ad-Din Mirmirān, se vio envuelto en un levantamiento en la época del Shāh Abbas I (r. 1587-1629), la Orden cayó en desgracia. Con el tiempo, la Ne'matollāhiya desapareció en gran parte de Irán, aunque la familia siguió ocupando puestos en Yazd hasta alrededor de 1671-1672.

### Regreso a Persia
En 1770, el decimotercer sucesor de Shāh Ne'matollāh Wali, Rezā 'Ali Shāh Deccani (m. 1799), que residía entonces en la India, envió a Irán a su discípulo y sucesor, Ma'sum 'Ali Shāh, a petición de los darwish ne'matollāhi iraníes. Fue recibido con gran entusiasmo por la población y pronto contó con gran número de seguidores. En Shirāz, se le unieron varios discípulos,  entre los que se encontraban sufíes como Feyz 'Alī Shāh, su hijo Nur 'Alī Shāh (m. 1797) y Moshtāq 'Alī Shāh (m. 1792). Ma'sum vivió pacíficamente en Shirāz con sus discípulos durante dos o tres años hasta que Karim Jān Zand (m. 1779), fundador de la dinastía Zand que hizo de Shirāz su capital, comenzó a enemistarse con él. Inicialmente Ma'sum mantenía una buena relación con el gobernante local nombrado por Karim Jān, pero, con la llegada del Karim Jān, pronto tuvo que abandonar la ciudad debido a ciertos conflictos. Otro gobernante Zand, 'Ali Morād Jān (m. 1785), les ofreció refugio en Ispahán. Con su apoyo, la Orden pudo desarrollarse durante un tiempo. Sin embargo, acabó habiendo también disputas con 'Ali Morād Jān, principalmente porque la autoridad religiosa de Ispahán se manifestó en contra de los sufíes, pues la creciente influencia de la Orden Ne'matollāhi fue percibida como una amenaza. Tras la muerte de Feyz 'Ali Shāh, Ma'sum y sus seguidores fueron perseguidos y expulsados de Ispahán con grandes sufrimientos y vejaciones.
El jefe de la policía de Ispahán, Rostam Jān y su hermano Aslān Jān, que eran confidentes de ′Ali Morād Jān, fueron enviados para expulsar a Ma'sum y sus discípulos con la mayor humillación posible del jānaqāh (centro sufí) de Feyz 'Ali Shāh, en el que vivían. Los agentes asaltaron la casa de los darwish e incautaron todo cuanto encontraron, llevando encadenados a Ma'sum 'Ali Shāh y Nur 'Ali Shāh a la casa del capitán de la policía. Finalmente Ma'sum, acompañado de Nur 'Ali Shāh y de un pequeño grupo de discípulos devotos, fue expulsado de Ispahán con grandes sufrimientos y vejaciones. Tomaron el camino de Kāshān, en un intento de llegar hasta el Jorāsān (en noroeste de Irán). Se cuenta que, cuando se pararon a descansar bajo un árbol en Murchejort, una ciudad entre Ispahán y Kāshān, Ma'sum inclinó su cabeza y entró en contemplación durante un largo rato. Cuando, al fin, levantó la cabeza, dijo: “El capitán de la policía no ha acabado de hostigarnos y terminarán cortándonos alguna parte de nuestro cuerpo; todo aquel que quiera salvarse, debe irse ya”. Al oír esto, todos se marcharon, excepto Nur 'Ali Shāh que permaneció al lado de Ma'sum. Poco después, dos hombres a caballo enviados por el gobernador de Ispahán les alcanzaron. Uno de ellos cortó las orejas a Nur 'Ali Shāh y a Ma'sum, llevándoselas a Rostam Jān; el otro llevó custodiados a los dos sufíes de Kāshān a Teherán [que se había transformado en capital de Āqā Mohammad Jān Qāŷār].
Después de eso Karim Jān Zand, al informarse de las penosas circunstancias en las que se encontraba Ma'sum, hizo que el maestro fuese tratado con respeto, que le condujesen a la ciudad de Mashad, en la comarca de Jorāsān, con varios de sus discípulos cercanos, y que los Ne'matollāhi recibieran asilo en Mashad. Tras una corta estancia, Ma'sum viajó a Herat y luego a la India y envió a Nur 'Ali Shāh y Moshtāq 'Alī Shāh a Māhān. Con la creciente popularidad de los sufíes en Māhān, la oposición de las autoridades religiosas aumentó nuevamente. La idea de Nur 'Ali Shāh, que más tarde también encontró reconocimiento general dentro de la Orden, de que el Qotb (el Polo espiritual o maestro de la Senda) fuera el verdadero representante espiritual del “Imán oculto”, así como su actitud crítica hacía la autoridad religiosa en general, jugó sin duda un papel importante en ello.
Finalmente en 1792, en un sermón en contra del sufismo y de los sufíes, Moshtāq fue apedreado y asesinado junto a otros sufíes. Nur 'Ali Shāh logró huir de nuevo, yendo primero a Kerbala y luego a Bagdad, donde el gobernador otomano le ofreció protección. En Kerbala se encontró con Ma'sum 'Ali Shāh, que por aquel tiempo había viajado desde la India, y los dos fueron juntos a Kermānshāh (Irán). La autoridad religiosa chií, Mohammad Bāqer Behbehāni (m. 1801), también conocido como "el asesino de sufíes" (ṣufī-kosh), ordenó finalmente la ejecución de los líderes Ne'matollāhi. Ma'sum 'Ali Shāh fue envenenado en 1795 y Nur 'Ali Shāh, que había huido de nuevo, fue asesinado dos años más tarde en Mosul por seguidores de Behbehāni. Mozaffar 'Ali Shāh, el Polo (Qotb) de la Orden de este momento, también fue envenenado en 1800. Después de la muerte de Behbehāni, el conflicto entre los Ne'matollāhi y las autoridades religiosas chiitas se desactivó hasta cierto punto. Durante el siglo XIX, la Orden creció, pero también sufrió divisiones en distintas ramas, algunas con ciertas discrepancias entre ellas.

### Ramificación de la Orden
Ma'sum 'Ali Shāh y Nur 'Ali Shāh lograron reintroducir el sufismo en Irán a finales del siglo XVIII y afianzar su lugar en la sociedad y cultura persas, cuyo impacto se percibe hasta el día de hoy. Tras la muerte de Behbahāni, la hostilidad de las autoridades religiosas contra los sufíes disminuyó. Esto también se debió al hecho de que Hosein 'Ali Shāh (m. 1818), el siguiente Qotb de la Orden designado por Nur 'Ali Shāh, llamara a un estilo de sufismo discreto y personal.
El sucesor de Hosein, Maŷzub 'Ali Shāh (m. 1823), fue el último Qotb en encabezar la Orden antes de su ramificación. Después de su muerte, hubo desacuerdo sobre el nombramiento de un sucesor, y la Ne'matollāhiya se dividió en tres ramas. La rama principal fue continuada por el maestro Mast 'Ali Shāh (m. 1837) y luego Rahmat 'Ali Shāh (m.1861), quien mantuvo la expansión de la Orden, enviando a sus sheij representantes a otros lugares de Irán, la India y regiones de la actual Turquía. 
Después de una serie maestros, el Dr. Javad Nurbakhsh (fallecido el 10 de octubre de 2008) se convirtió en sucesor de Munes 'Ali Shāh (fallecido en 1953) a la edad de 26 años. El Dr. Javad Nurbakhsh fue el primer Qotb de la Orden con una educación académica moderna. Médico psiquiatra, ocupó la Cátedra de Psiquiatría en la Facultad de Medicina de la Universidad de Teherán. Escribió numerosas obras en el campo de la psicología y el sufismo, y abrió un gran número de jānaqāh (centros sufíes) en Irán y más tarde en el mundo occidental, haciendo con ello una importante contribución a la modernización de la Orden. Así lo reconocía el profesor Henry Corbin, cuando escribió: “el jānaqāh ne'matollāhi de Teherán tiene como Polo al Dr. Javad Nurbakhsh, de una actividad prodigiosa. Bajo su dirección, el jānaqāh ha sido reconstruido y ampliado hasta alcanzar las proporciones de una universidad sufí (biblioteca de manuscritos, museo de caligrafía, etc.). El doctor Nurbakhsh multiplica las publicaciones de los antiguos textos y ha fundado, en esos últimos años, una cincuentena de nuevos jānaqāh en todo Irán; a la autoridad del maestro sufí une la competencia del médico neuropsiquiatra, perfectamente informado de los limites del psicoanálisis”.
El actual Qotb de la Orden es su hijo Alireza Nurbakhsh, doctor en Filosofía por la Universidad de Wisconsin y abogado en ejercicio en Londres.

### Expansión al Oeste

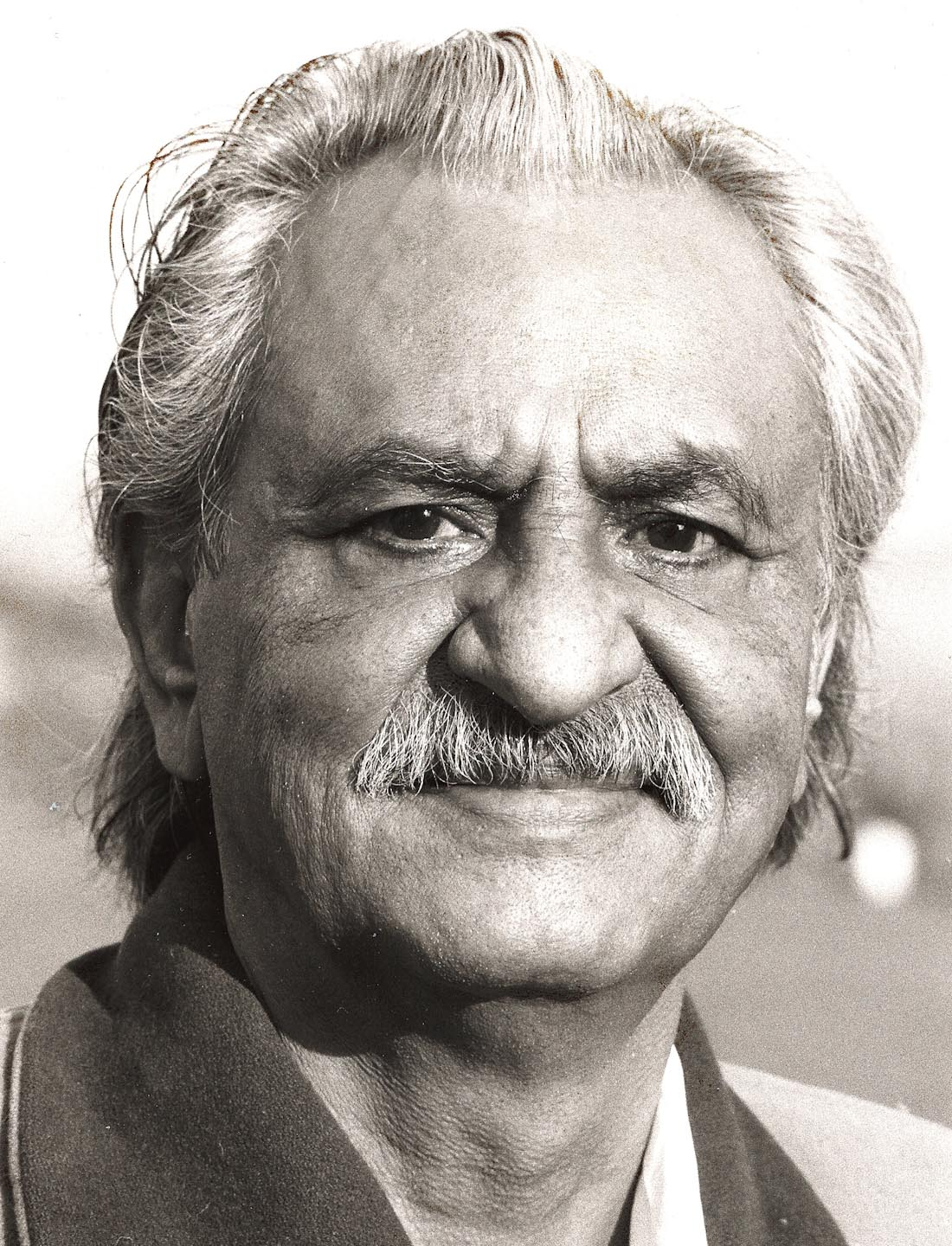
Javad Nurbakhsh

El Dr. Javad Nurbakhsh viajó por primera vez a los Estados Unidos y Gran Bretaña en 1974, donde también se abrieron los primeros jānaqāh fuera de Irán. Después de la revolución islámica de Irán en 1979, Nurbakhsh se trasladó a Estados Unidos y a Gran Bretaña en 1983. Con el tiempo, se han abierto más jānaqāh en Estados Unidos, Europa, Rusia, México e incluso Australia y Nueva Zelanda. 
La Orden tiene su propio sitio web, al que se puede acceder en 14 idiomas, con información sobre la historia de la Orden, sus actividades y Obras Sociales, el fundador de la Orden, Shāh Ne'matollāh Wali, el Dr. Javad Nurbakhsh, el Dr. Alireza Nurbakhsh y las enseñanzas e ideas básicas de la Orden Ne'matollāhi, además de facilitar la localización de los distintos jānaqāh y el contacto con sus responsables. 
En 1978, la Orden también fundó en Nueva York una editorial (Khanaqahi-Ni'matu'llahi Publications) y, en 1995, la Editorial Nur (Publicaciones del Centro Sufí Nematollahi) en Madrid, España. Además de numerosas obras, desde 1988 han publicado semestralmente la revista Sufí en inglés y español, disponibles ambas en versión digital en internet.

## Doctrinas y prácticas
El Dr. Javad Nurbakhsh escribe: “La esencia del sufismo es la Realidad absoluta (Haqiqat). La definición del sufismo es el conocimiento certero y la realización de esa Realidad. La práctica del sufismo consiste en el propósito de caminar hacia la Realidad por medio del amor ('eshq) y de la devoción. Esto es lo que se denomina como Tariqat. En otras palabras, Tariqat es la senda hacia Dios.
De acuerdo con el mismo autor,  “el sufí es la persona amante de lo Real, quien por medio del amor y la devoción se encamina hacia esa Realidad o Perfección, y a causa de los celos del amor, se vuelve extraño a todo cuanto no sea la Verdad absoluta. De ahí el dicho sufí: ‘A quienes tienen apego a este mundo les está vedado el otro mundo; a los del otro mundo les está vedado éste. Al sufí, ambos mundos le están vedados’”. Y se mantiene uno de los principios fundamentales de la vida práctica de los Ne'matollāhi desde la fundación de la Orden, como es la obligación de que sus miembros formen parte activa de la sociedad a través de su trabajo.
Los pilares principales de la Orden son:
1. Zekr (continuo recuerdo de Dios): En la terminología sufí, el zekr representa la absoluta atención a Dios, mientras se olvida todo lo que no es Él. Existen diferentes normas, o reglas de conducta (ādāb), para la práctica del zekr, que van desde el lavado ritual hasta la adopción de una determinada postura. Principalmente existen dos tipos del zekr: el oral (zekr-e ŷali) y del corazón (zekr-e jafi o qalbi). El zekr vocal (zekr-e ŷali) es el pronunciado en voz alta y en grupo. El zekr-e ŷali se practica normalmente en las reuniones de los sufíes y en el jānaqāh. El zekr del corazón (zekr-e-jafi o qalbi) es el dominio, el control de la respiración, de forma que ningún aliento pase sin el recuerdo de Dios (zekr), y sin necesidad de reuniones específicas. Tal zekr está unido a los alientos y no necesita vocalización.  En la mayoría de las reuniones de la Orden Ne'matollāhi, se practica el zekr del corazón; sólo en ocasiones especiales y en presencia del maestro se dedican al zekr vocal. Algunos maestros han comparado el zekr con el vino. Para ellos, el zekr vocal es como verter el vino sobre uno mismo; mientras que el del corazón es como beberlo y emborracharse con él.[52]
2. Fekr (Reflexión): En la terminología sufí, tafakor es reflexionar sobre la Verdad absoluta, el Amado absoluto, y alejar de la mente cualquier recuerdo que no sea Él.[53] La reflexión para el sufí es el viaje del corazón (hacia la Verdad), nacido por el continuo recordar a Dios (zekr). Con la gracia del zekr, la luz de las teofanías ilumina la morada del corazón; y, como fruto de esta iluminación, nace “la reflexión del corazón”, una reflexión que recorre la senda hacia la Verdad. En la reflexión intelectual el impulsor y el guía es el intelecto; en la del corazón, lo es Dios.[54]
3. Morāqebah (Meditación). El significado literal de morāqebah es: el cuidado, la protección mutua. Los conocedores de la sabiduría divina opinan que, igual que Dios vela por el ser humano, el ser humano también debe velar por Dios.[55] Para el sufí, morāqebah, significa guardarse, tanto interior como exteriormente, de todo lo que no es Dios, y concentrarse plenamente en Él[55].Mediante la meditación, el sufí se vuelve poco a poco extraño al mundo de la dualidad (el “yo” y el “tú”), y no sólo olvida la noción de la misma meditación, sino que Dios le otorga la muerte de su propio “yo”, para así volverle a la Vida en Él.[56]
4. Mohāsebah (Autoevaluación): En la terminología sufí, mohāsebah se define como la autoevaluación de los actos y pensamientos propios en el viaje hacia Dios, sabiendo que Él siempre evalúa los actos de cada uno. Existen diferentes tipos de autoevaluación.[57]

## Organización y jerarquía
Existe una jerarquía espiritual dentro de la Orden. En la cima está el Qotb, el maestro de la Senda, cuya selseleh [cadena iniciática] debe llegar hasta el profeta Mahoma y que debe haber sido instruido por un maestro sufí. El sucesor generalmente se determina por designación. En la historia de la Orden, sin embargo, también ha habido disputas de sucesión, que en algunos casos llevaron a una división y al surgimiento de ramas laterales.
Varios sheij están subordinados al Qotb, el Polo de la Orden. Actualmente existen sheij tanto hombres como mujeres, aunque la mayoría son hombres. Los seguidores de la Orden, llamados morid, deben obedecer al maestro de la Senda y al sheij. Además, existen obligaciones mutuas y derechos que ambas partes deben cumplir.
El centro de la vida social y espiritual de la Orden es el jānaqāh o centro sufí. Suele tratarse de un edificio o apartamento sencillo en el que los miembros de la Orden se reúnen periódicamente y siguen juntos las práctica sufíes, de acuerdo con un concepto compartido por muchas órdenes sufíes. También se atribuyen jānaqāh metafóricos a los profetas, como la fuente del profeta Yūsuf y la Kaaba del profeta Mahoma.
Existe igualmente una jerarquía interna en los jānaqāh. El mayor responsable es el sheij, a quien se subordinan el consejero (pir-e dalil) y el responsable del servicio (dude-dār). También puede haber un responsable y, si es necesario, ayudantes y darwish servidores (ahl-e jedmat). Algunos darwish viven en el jānaqāh y pagan alquiler. Además de este aporte, las actividades de la Orden se financian principalmente mediante donaciones.
Las reuniones, en las que se llevan a cabo diversas prácticas como el zekr, la meditación y el samā' (la audición musical de los sufíes), suelen tener lugar todos los jueves y domingos por la noche. En ellas, los darwish también escuchan juntos música o grabaciones de discursos del maestro de la Senda.

## Iniciación
La iniciación psíquica y física de una persona en la Orden implica una serie de ritos y normas. La implementación exacta difiere entre las distintas Órdenes sufíes, y para algunas de ellas la ceremonia ya es casi irrelevante. En cualquier caso, se trata de un proceso relevante que refleja las ideas básicas de la Orden, por el cual los aspirantes se convierten en miembros oficiales de la misma. Como requisitos básicos, es fundamental que ese aspirante tenga alguna ocupación, y que no sufra ningún trastorno mental ni adicción. Con pequeñas diferencias, el ritual para mujeres y hombres es idéntico.